# Glyphaea
Glyphaea  es un género de fanerógamas con siete especies perteneciente a la familia Malvaceae. Es originario de África tropical. 
El género fue descrito por Joseph Dalton Hooker y publicado en Icones Plantarum  8: tab. 760, en el año 1848.  La especie tipo es Glyphaea grewioides Hook.f.

## Especies
| - Glyphaea boivini - Glyphaea brevis - Glyphaea chalybaea - Glyphaea grewioides | - Glyphaea lateriflora - Glyphaea monteiroi - Glyphaea tomentosa |